# Ан-6
Ан-6 — висотний розвідник погоди, розробки ДКБ-153 О. К. Антонова на базі Ан-2.

## Конструкція
Одномоторний розчалочний біплан з додатковою кабіною в основі кіля.

## Історія
21 березня 1948 в Новосибірську злетів літак-зондувальник атмосфери на висотах 6000-8000 м, що одержав позначення «К». Основна зовнішня відмінність від базової машини, Ан-2 — наявність кабіни спостерігача-метеоролога біля основи кіля. У результаті випробувань літака «К» було зроблено висновок, що його силова установка не забезпечує необхідну висотність і вимагає удосконалення. У жовтні 1948 р. через роз'єднання тяги управління двигуном машина зробила грубу посадку і отримала пошкодження. 
У 1950 р. перед ДКБ-153 знову було поставлено завдання створити висотний літак для зондування атмосфери. Конструктори ухвалили рішення доопрацювати «К», встановивши на ньому нову силову установку з турбокомпресором ТК-19 конструкції С. А. Трескіна, що забезпечували збереження потужності 850 к. с. до висоти 9500 м. Літак, що отримав позначення Ан-2ЗА (зондувальник атмосфери) або Ан-6, в грудні 1951 задовільно пройшов випробування в ГК НДІ ВПС. 
Серійне виробництво було запроваджено в 1956-1958 роках.
Крім основного призначення, використовувався як транспортний літак у високогірних районах.

## Цікаві факти
9 червня 1954, у місті Києві (аеродром Святошин) льотчики В. А. Калінін та В. Баклайкін на літаку Ан-6 встановили рекорд висоти для даного класу — 11248 метрів .

## Технічні характеристики
Джерело: 
Основні характеристики
- Екіпаж: 2 осіб
- Довжина:
- Висота: 4,68 м
- Розмах крила: 18,17 м (верхнє), 14,23 м (нижнє)

- Площа крила: 71,68 м
- Нормальна злітна маса: 4650 кг
- Максимальна злітна маса: 5250 кг
- Маса палива у внутрішніх баках: 900 кг
- Силова установка: 1 × Поршневий ПД Швецова М-62Р, на базі АШ-62ІР   ( )

Льотні характеристики
- Крейсерська швидкість: 140—160 км/год
- Практична дальність: 1610 км
- Довжина розгону: 125 м
- Довжина пробігу: 105 м